# Carlos Vidal
Carlos Vidal, född den 24 februari 1902 och död den 7 juni 1982, var en chilensk fotbollsspelare.
Vidal deltog i det första världsmästerskapet i fotboll 1930 i Uruguay. Han gjorde det sista målet i Chiles seger med 3-0 över Mexiko i den första matchen. Han blev därmed den andre chilenaren genom tiderna att göra mål i VM efter lagkamraten Guillermo Subiabre som gjorde de två första målen i matchen. Han spelade även de andra två gruppspelsmatcherna mot Frankrike och Argentina.
Det råder dock lite delade meningar om hur många mål han gjorde i matchen mot Mexiko. Enligt den officiella rapporten från Fifa gjorde han det tredje målet och Subiabre de två första, men enligt den oberoende internationella föreningen för fotbollsstatistiker RSSSF gjorde Vidal det första och det tredje målet och det andra målet ska inte heller det ha gjorts av Subiabre utan det var ett självmål av den mexikanske spelaren Manuel Rosas.